# Jebe
Jebe (eller Jebe eller Jebei) (mongoliska: Зэв, Zev), död 1225, en av de framstående Noyan (generaler) hos Djingis Khan. Han tillhörde klanen Besud, vilken tillhörde Taichud stammen, som under Djingis Khans tid var under Targudai Khiriltug ledning.
År 1201, under slaget om de tretton sidorna, skadades Djingis Khan av en pil i nacken. Efter skadan tog general Jelme hand om och vårdade Djingis. 
Efter slaget frågade Djingis Khan de slagna om vem som sköt hans häst i nacken. Genom att omskriva sin egen skada som hästens försökte han dölja sin egen skada, kanske också för att få falska erkännanden. Jebe, som tillhörde de slagna, erkände att han skjutit Djingis, inte hästen och tillade: "Om Djingis Khan hade önskat döda honom, så var det hans beslut, men om han lät honom leva, skulle han tjäna Djingis Khan lojalt."
Djingis Khan, som uppskattade ärlighet och lojalitet hos sina underställda, lät därför benåda och belöna honom såsom sed  var bland mongolerna. Han gav honom sedan namnet Jebe som betyder pil och rost på mongoliska. Jebe var inte hans födelsenamn utan det var Zurgadai. Men efter denna händelse blev han känd under det namn som Djingis givit honom. 
Jebe blev senare känd som en av de mest lojala och framstående ladarna under Djingis under hans kommande erövringar. Hans färdigheter som general placerar honom tillsammans med Tsubotai och Jelme och gav honom graden baatur.
Sedan Jebe vunnit ett flertal slag bl.a. över Kuchlug av Kara-Khitan, sägs Djingis Khan ha blivit avundsjuk och börjat frukta att han skulle göra uppror. När dessa rykten nådde Jebe återvända han omedelbart till Djingis och skänkte honom 100 vita hästar som ett tecken på sin lojalitet. Hästarna var av samma sort som Djingis ridit när Jebe sköt honom. Efter detta ifrågasatte Djingis aldrig mer Jebes lojalitet.
Sannolikt avled Jebe på vägen tillbaka efter erövringen av Kiev. Han hade gjort en legendarisk räd runt Kaspiska havet där han och Subotai slog Kiev i grunden och kumanerna vid slaget vid Kalka. Dessa tillsammans med hans insatser i Kina, Centralasien och övriga Europa lämnade outplånliga intryck i historien.